# バルト・キングダム
『バルト・キングダム』（英語：The Pagan King、ラトビア語：Nameja gredzens）は、2018年公開のイギリス・ラトビア合作映画。
13世紀、バルト海沿岸のゼムガレに、ドイツの十字軍が侵略した実話を基に作られたアクション映画。

## 概要
13世紀、ヨーロッパはキリスト教支配下にあった。現在のラトビア南部に位置するゼムガレ（セミガリア）には、異教徒の民族ゼムガレ人がおり、これをキリスト教に改宗させるべく、リヴォニア帯剣騎士団（後のドイツ騎士団）が派兵、戦闘となったザウレの戦いが時代背景となっている。
英題The Pagan Kingは、直訳すると「異教徒の王」の意味。ラトビア語の原題Nameja gredzensは「ナメイの指輪」（ナメイス・リング）を意味し、現代のラトビアの一般的な土産品ともなっている。

### ナメイシス

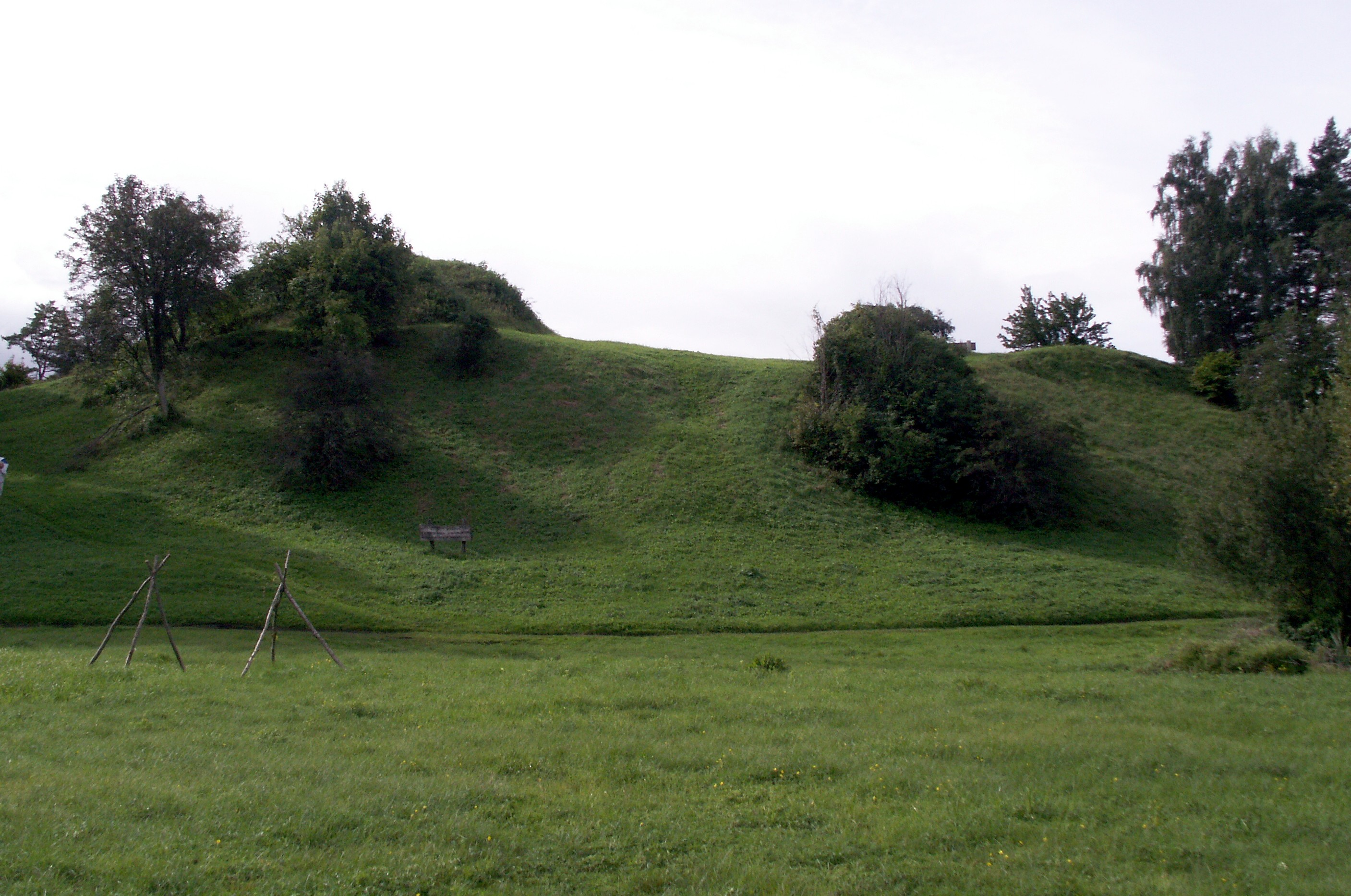
ティシュルヴェテ城跡地

主人公のナメイシス（Nameisis）は、1272年から1281年頃、ゼムガレの公爵として歴史に登場する人物
。1272年、ゼムガレの貴族の一人として、リヴォニア帯剣騎士団およびリガ大司教と同盟を結ぶ。1279年、ナメイシスはリトアニア大公国のトライデニス公爵と同盟を結び、ゼムガレ人を率いて十字軍に対して反乱を起こした。ティシュルヴェテ城にあるリヴォニアの守備隊を倒すことに成功した。その後も攻防を繰り返すが、1281年リヴォニアが大軍で攻めてくると、ナメイシスは平和条約を締結、ティシュルヴェテの土地は守られる。条約後、ナメイシスはリトアニアに向かい、トライデニス公爵と共に十字軍と戦うがそこで彼の記録は途切れる為、戦死・死亡したと推定されている。
アレクサンダー・グリーンの1931年の小説「Nameja gredzens」（ナメイスの指輪）に描かれるが、これは幾つかの歴史的事実を基にしたフィクションである。

### ナメイスリング
ナメイスリング、ナメイスの指輪は、ラトビアの伝統的なジュエリーであり、自由、独立、ラトビアらしさの象徴が込められている。ゼムガレの王ナメイスの名が冠されているが、最初のリングが作られた12世紀には、彼はまだ誕生していなかった。1920年代に考古学者がリングを発見し、そのほとんどが古代ラトガリアの土地で見つかり、ナメイスがナメイスリングとは何の関係もなかったことが証明された。

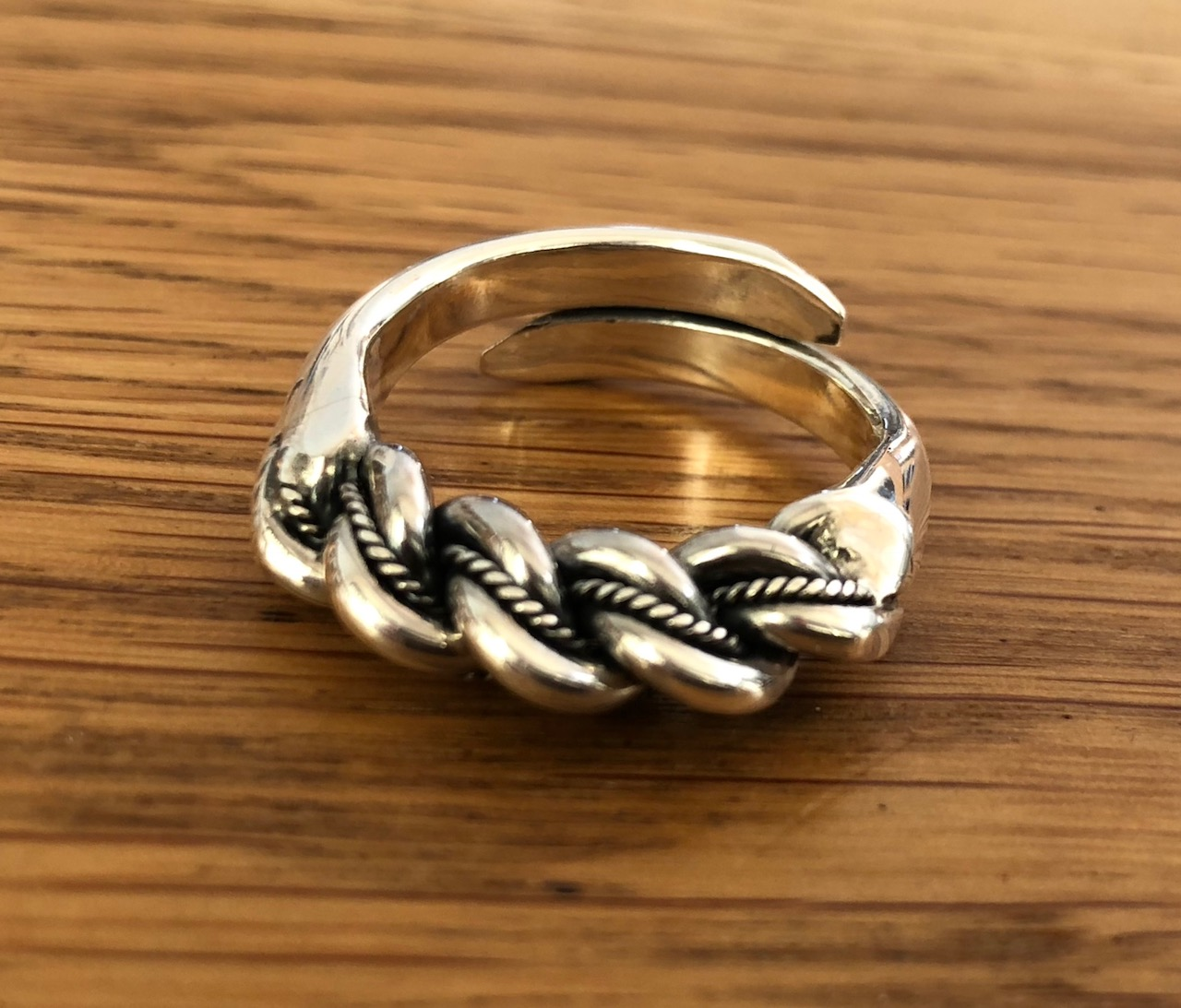
ラトビアの一般的なジュエリー「ナメイスリング」

ラトビア銀行によると、12世紀から15世紀初頭にかけて、バルトの部族が住む全ての地域でこのタイプの指輪が広まり、主に女性が身につけていた。1930年代にダグマル城跡地でこのタイプの2つの指輪が発見され、複製が作られ人気を博した。この指輪がナメイスの名にちなんで名付けられたのは、アレクサンダー・グリーンの小説「Nameja gredzens」（ナメイスの指輪）と、ルドルフ・リベルツの肖像画に由来している。

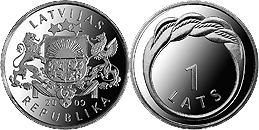
2009年に発行された1ラッツ硬貨。右側にナメイスリングが刻印されている

3つのねじれた銀色の部分は、ラトビアを構成するクルゼメ、ヴィドゼメ、ラトガレの古代ラトビアの土地の統一を象徴している。2009年にはラトビアの硬貨1ラッツに刻印され、2014年のユーロ統一まで使用された。

## あらすじ
13世紀、バルト海沿岸のゼムガレ人たちは独自の神を信仰していた。ゼムガレの青年ナメイは、仲間たちと共に幸せな日々を送っていた。しかしローマ教皇の息子マックスは、ゼムガレの王となる野心を抱いており、ゼムガレ人をキリスト教に改修させることを名目に、十字軍を率いてゼムガレへ向かう。ゼムガレに着いたマックスは陰謀を巡らし、ゼムガレの王を密かに毒殺する。マックスは代々受け継がれてきた「王の指輪」を継承しゼムガレ王になろうとするが、王は清廉潔白な青年ナメイに指輪を託す。かくしてナメイは民間人から一夜にして王となった。
これに不服なマックスはさらに陰謀を巡らし、前王の毒殺をゼムガレの他の部族長の仕業とし、ナメイらと共に他部族に攻め込むが、そこで本性を現しナメイらを捉える。捉えられたナメイは本国に移送される船中で、たった一人で十字軍の兵士を殲滅しゼムガレへと向かう。
ゼムガレの本拠地では、マックス率いる十字軍が攻め上ってくるが、ナメイが帰還し戦闘となる。数的に劣勢なゼムガレ人たちは本拠地を追われるが、ナメイは王族しか入れない神聖な地へ民衆と共に向かう。民衆も側近のヴァルディスでさえも降伏論を唱えるが、ナメイは降伏するなら戦って死ぬ道を示す。民衆らはナメイに従うが、マックスと通じていたヴァルディスだけは裏切りその場を立ち去る。ナメイたちは決戦の準備を整える。作戦は十字軍を沼地に誘導し、煙幕を張り各個撃破するというもの。さらにマックスが狙う「王の指輪」を複数作り、民衆の指にもはめさせた。
翌朝、マックス率いる十字軍の総攻撃が始まるが、女子供も含むゼムガレ人は総勢で立ち向かい、敵兵を各個撃破して行く。マックスは王の指輪を探させるが、複数の指輪が見つかり本物との区別がつかない。指輪に固執するマックスはナメイを見つけるが、ナメイの眼前にある底なし沼にはまり溺死する。かくしてナメイ率いるゼムガレ人たちは勝利する。エンドロールにて、今日では土産物としても売られている「ナメイスの指輪」は、誠意と勇気、自由を表す指輪として語り継がれていることが示される。

## キャスト
- ナメイ（ラトビア語版） - エドヴィン・エンドレ[2]
- マックス - ジェームス・ブロアー（英語版）[2]
- ラウガ - アイステ・ディルジューテ（英語版）[2]
- ヴァルディス - イヴォ・マルティンソンズ（ラトビア語版）[2]